# 茘枝角站
茘枝角站（英語：Lai Chi Kok Station）是一個位於香港九龍深水埗區長沙灣長沙灣道近工商貿區地底，屬於港鐵荃灣綫的鐵路車站，於1982年5月17日啟用。

## 站體設計

### 樓層
茘枝角站設有2層，地面為車站出入口及長沙灣公共運輸交匯處。車站大堂及商店位於車站L1層，而月台則位於L2層。
| G                 | 地面 | 出入口 |   |  |
| L1                | 大堂 | 客務中心、車站商店、自助服務、「e分鐘着數」機、免費Wi-Fi熱點                                                            |   |  |
| L2                | 月台 | \| \| \| 荃灣綫往中環（長沙灣） \| 2 \| \| \| 島式 · 開右邊车门 \| \| \| \| \| \| \| 1 \| 荃灣綫往荃灣（美孚） \| \| \| |   |  |
|                   |      | 荃灣綫往中環（長沙灣）                                                                                                  | 2 |  |
| 島式 · 開右邊车门 |      | |   |  |
|                   | 1    | 荃灣綫往荃灣（美孚） |   |  |

### 大堂
。
現時，茘枝角站內提供不同類型的商店、自助服務設施以及香港郵政郵箱等。

大堂全景圖（2017年9月）

- 車站大堂（2022年5月）
- 車站商店（2022年5月）

### 月台
茘枝角站設有一座島式月台，而兩個月台均已裝設月台幕門。
- 1、2號月台（2022年5月）

### 出入口
茘枝角站設有8個車站出入口，出入口主要連接長沙灣工貿區及鄰近的住宅區，部分出入口鄰近主要街道及公共運輸交匯處。
|                                                           |            | |      |
| 編號                                                      | 指示       | 建議前往的目的地 | 圖片 |
| 出口 · A · 盲道标志                                       | 長沙灣廣場 | 億京廣場、長沙灣廣場、長沙灣道909號、億京廣場2、香港工業總會、深水埗運動場、匯縱專業發展中心、職業性失聰補償管理局、西頓中心、定豐中心、恩福中心（恩福堂）、長沙灣巴士總站 |      |
| 出口 · B · 1                                              | 大南西街   | 旭逸雅捷酒店（荔枝角）、九龍廣場、金百盛中心、Global Gateway Tower、長沙灣天主教英文中學、長沙灣體育館、中國船舶大廈、華匯廣場、香港中心、卓匯中心、聯邦廣場、青山道、長沙灣道、綠在長沙灣、香港科技專上書院（長沙灣校舍）、香港紗廠工業大廈、金百盛中心、羅氏商業廣場、東方國際大廈、PeakCastle、百佳商業中心、半島大廈、大南西街、光昌街、萬利中心、長沙灣天主教墳場、市建局長沙灣辦事處、益大工業大廈、惜食堂、天主教南華中學 |      |
| 出口 · B · 2                                              | 大南西街   | 利豐大廈、麗新商業中心 |      |
| 往長沙灣道                                                |            | |      |
| 出口 · C                                                  | 通州西街   | 永康街九號、蝴蝶谷道寵物公園、宣道國際學校、法鼓山香港道場、青山道、安泰大廈、福源廣場、香港工業中心、荔枝角收押所、潮流工貿中心、通州西街、通源工業大廈、潮流工貿中心 |      |
| 出口 · D · 1 · 轮椅升降台标志                             | 荔枝角道   | 長茘街、D2 Place一及二期、茘枝角道822號、勵豐中心、長沙灣警署、億利工業中心、長城工廠大廈、美心集團中心、南商金融創新中心、永新工業大廈、儲存易集團中心（西九龍） |      |
| · （只供出站）                                            | 荔枝角道   | 長荔街、長茂街、長順街、長義街、茘枝角道822號、億利工業中心、勵豐中心、利來中心、D2 Place一及二期、南商金融創新中心、永新工業大廈、長沙灣警署、儲存易集團中心（西九龍） |      |
| 出口 · D · 3 · 升降机标志 · 轮椅升降台标志 · 扶手电梯标志 | 荔枝角道   | 一號·西九龍、西九龍薈、碧海藍天、中華基督教會望覺堂啟愛學校、茘枝角社區會堂、茘枝角靈糧堂、昇悅居、昇悅商場、泓景臺、泓景滙商場、荔枝角道、香港靈糧堂秀德幼稚園、瑪利諾神必教會學校（小學部） |      |
| 出口 · D · 4 · 轮椅升降台标志                             | 荔枝角道   | 碧海藍天、興華街西、興華街西遊樂場、海麗邨、荔枝角天主教小學、聖公會聖安德烈小學、聖公會聖瑪利亞堂莫慶堯中學、深旺道、深盛路、深水埗官立小學、宇晴軒、宇晴滙、基督教崇真中學、香港專業教育學院黃克競分校 |      |
| 註： 設有 \| 設有 \| 設有輪椅升降台 \| 設有扶手電梯       |            | |      |

- 大堂內的地面升降機等候區（2024年10月）
- 位於昇悅商場／泓景滙商場連接D3出口的地面出入口（2024年10月）
- D出口通道（2024年10月）

## 利用狀況
茘枝角站設於長沙灣工貿區，並且鄰近深水埗運動場、成衣批發購物中心以及多個位於西九龍新填海區屋苑或屋邨等，因此每日均有不少乘客在本站出入閘，而在上午及黃昏繁忙時段，車站更會出現大量乘客排隊出入閘的情況，而隨著近年車站鄰近有住宅物業與新式商業大廈陸續落成，車站的出入閘人流亦開始逐步上升。

## 歷史
1982年5月10日，荃灣綫局部通車，但茘枝角站直至一週後的同月17日才啟用。而車站承建商為熊谷組株式會社。

### 車站名稱與位處地域的混淆
茘枝角站位於九龍長沙灣西部工商貿區一帶，需要注意的是，就地理而言車站是位處長沙灣而不是荔枝角。
「荔枝角」所指本來應為孺地腳，大概位置為今日蝴蝶谷道以西，荔景山路及葵涌道以东一帶；而毗鄰的葵涌道原本就是築在此海灣的高架橋，但現時海灣已被填平。
茘枝角站实际地理位置在長沙灣工業區，然而在多年來的約定俗成下，不少市民認為「茘枝角站在荔枝角」；而早年政府不同部門在分区劃界和設施命名未有共識，因此造成区內不少設施及四站名稱不符：如長沙灣政府合署其實鄰近深水埗站；而深水埗運動場卻位於茘枝角站及長沙灣站之間；而深水埗官立小學、長沙灣廣場、長沙灣巴士總站等則鄰近茘枝角站，荔枝角公園、荔枝角政府合署、荔枝角公共圖書館及荔枝角公園游泳池則鄰近美孚站。
由於四站跟周邊設施的關係複雜，讓不少乘客尤其區外人士於錯誤的車站出閘，因此港鐵公司特别在車站大堂貼出目的地指引，教導乘客應在正確的車站下車。

### 「茘」與「荔」
另一方面，站內範圍用了「茘」字（下方為三個「刀」字）的寫法，而非「荔」字（下方為三個「力」字），與今時《常用字字形表》的用形不同。根據港鐵字體設計師柯熾堅所述，這設計是從當年植字字版所衍生。
「茘」是「荔」的俗字。東漢《説文解字》云「荔」從「劦」聲——雖然「劦」字（從三「力」）近代與「協」同音，但「劦」的上古音實際較接近「戾」，到後來交替轉音。段玉裁另外於《説文解字注》指出「協」、「脅」等字與「荔」、「珕」不同，前者以「劦」會意，後者以「劦」為聲符。至於「刕」字（從三「刀」，音同「黎」）要到唐宋時代才收錄。相信由於後來「刕」比「劦」較接近「荔」的發音，所以後人或會改「荔」字從「刕」。唐代中葉的《干祿字書》記載「茘」為俗，「荔」為正，可見當時從「刀」的寫法經已通行。到了明、清時代，《字彙》、《正字通》以「茘」（從三「刀」）為正字，以為「荔」是俗字。《康熙字典》以《正字通》為本，奠定「茘」為正寫，「荔」為異體字，直到二十世紀中後兩岸三地復用「荔」字為正寫。由於港鐵字體起初以明、清的舊字形為本，所以採用了從三「刀」的「茘」。註1

### A出口遷移
茘枝角站A出口原是位於長沙灣道行人道旁，而當長沙灣廣場落成之時，該出入口則被遷到建築物以內，即現時的位置。

### 增加連接至荔枝角道的出入口
茘枝角站設有一條地下行人通道，行人隧道全長約300米，位於長沙灣長荔街地底，連接荔枝角道以南新落成的住宅發展區及茘枝角站，而承建商為基利承建有限公司。當中長荔街設有2個新出入口（D1、D2出口）；而昇悅居及宇晴軒則分別設有D3、D4出口。建造工程計劃已於2007年4月展開，D1、D2、D4出口於2010年10月26日啟用；而D3出口則於2011年7月13日啟用。

### 更換升降機
連接大堂及月台的升降機曾於2016年8月14日起暫停使用，以更換為較新型號，並於2017年5月重投服務。

### 反修例示威者破壞車站事件
- 2019年10月12日及同月20日反修例示威期間，荔枝角站B1出口遭到縱火，車站被迫關閉[10][11]。

## 外部連結
- 港鐵公司－荔枝角站街道圖 （页面存档备份，存于）
- 港鐵公司－荔枝角站位置圖 （页面存档备份，存于）
- 港鐵公司－荔枝角站列車服務時間 （页面存档备份，存于）